# یوژف سابو
یوژف سابو (به مجاری: József Szabó) (زادهٔ ۱۰ مارس ۱۹۶۹) شناگر سابق اهل کشور مجارستان است.